# Vacrothele
Vacrothele is een geslacht van spinnen uit de  familie van de Macrothelidae.

## Soorten
- Vacrothele digitata (Chen, Jiang & Yang, 2020)
- Vacrothele hunanica (Zhu & Song, 2000)
- Vacrothele palpator (Pocock, 1901)
- Vacrothele pseudohunanica Tang, Wu, Zhao & Yang, 2022
- Vacrothele uncata Tang, Wu, Zhao & Yang, 2022
- Vacrothele yunnanica (Zhu & Song, 2000)